# Wattig schriftmos
Wattig schriftmos (Opegrapha areniseda) is een korstmossoort uit de familie Opegraphaceae. Het groeit op steen. Het leeft in symbiose met de alg Trentepohlia.

## Determinatie
Wattig schriftmos is een korstvormig korstmos. Het thallus is dof, ruw, dun tot zeer dik (± 3 mm ) en wattig, met oranje algen. Qua kleur kan het thallus wit tot grijs zijn, met ook roze tinten. Pycnidiën zijn altijd aanwezig; deze zijn puntvormig, zwart van kleur en tamelijk groot (± 0,5 mm).

## Verspreiding
Wattig schriftmos is in Nederland zeldzaam. De Nederlandse verspreiding kent een opvallend zwaartepunt in Noord-Friesland. De soort staat niet op de Nederlandse Rode Lijst en is niet bedreigd.